# 泰特盖姆-库德凯尔克村
泰特盖姆-库德凯尔克村（法語：Téteghem-Coudekerque-Village，發音：[tetɡɛm kudkɛʁk vilaʒ]）是法国北部省敦刻尔克区的一个市镇，于2016年1月1日由原市镇泰特盖姆和库德凯尔克村合并而成，行政中心位于泰特盖姆。
泰特盖姆-库德凯尔克村是一个新市镇，两个原市镇为该新市镇的委派市镇。

## 地理
泰特盖姆-库德凯尔克村（51°1'10"N, 2°26'41"E）面积30.44 平方千米，位于法国上法蘭西大區北部省，该省份为法国最北部的省份及最长的省份，西北濒北海，西接加来海峡省，南至埃纳省和索姆省，东与比利时接壤。
与泰特盖姆-库德凯尔克村接壤的市镇（或旧市镇、城区）包括：库德凯尔克布朗什、敦刻尔克、瓦米勒、勒夫兰库克、于克塞姆、瓦雷姆、贝尔格、大卡佩勒、比耶尔讷。
泰特盖姆-库德凯尔克村的时区为UTC+01:00、UTC+02:00（夏令时）。

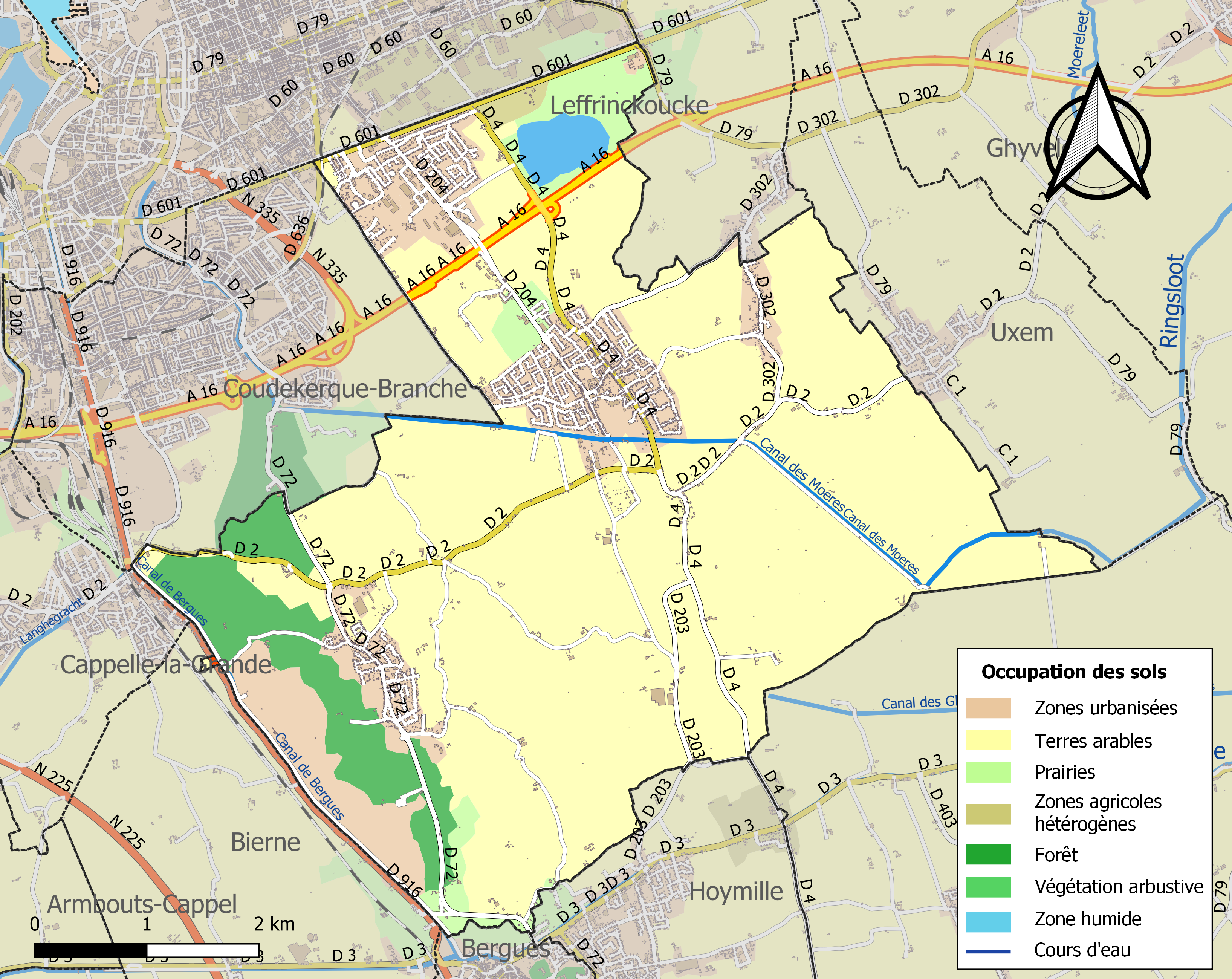
泰特盖姆-库德凯尔克村的OSM定位图

## 行政
泰特盖姆-库德凯尔克村的邮政编码为59229、59380，INSEE市镇编码为59588。

## 政治
泰特盖姆-库德凯尔克村所属的省级选区为库德凯尔克布朗什县。

## 人口
泰特盖姆-库德凯尔克村于2022年1月1日时的人口数量为8272人。